# Xã Otisco, Quận Waseca, Minnesota
Xã Otisco (tiếng Anh: Otisco Township) là một xã thuộc quận Waseca, tiểu bang Minnesota, Hoa Kỳ. Năm 2010, dân số của xã này là 599 người.